# حركة العلاقات الإنسانية

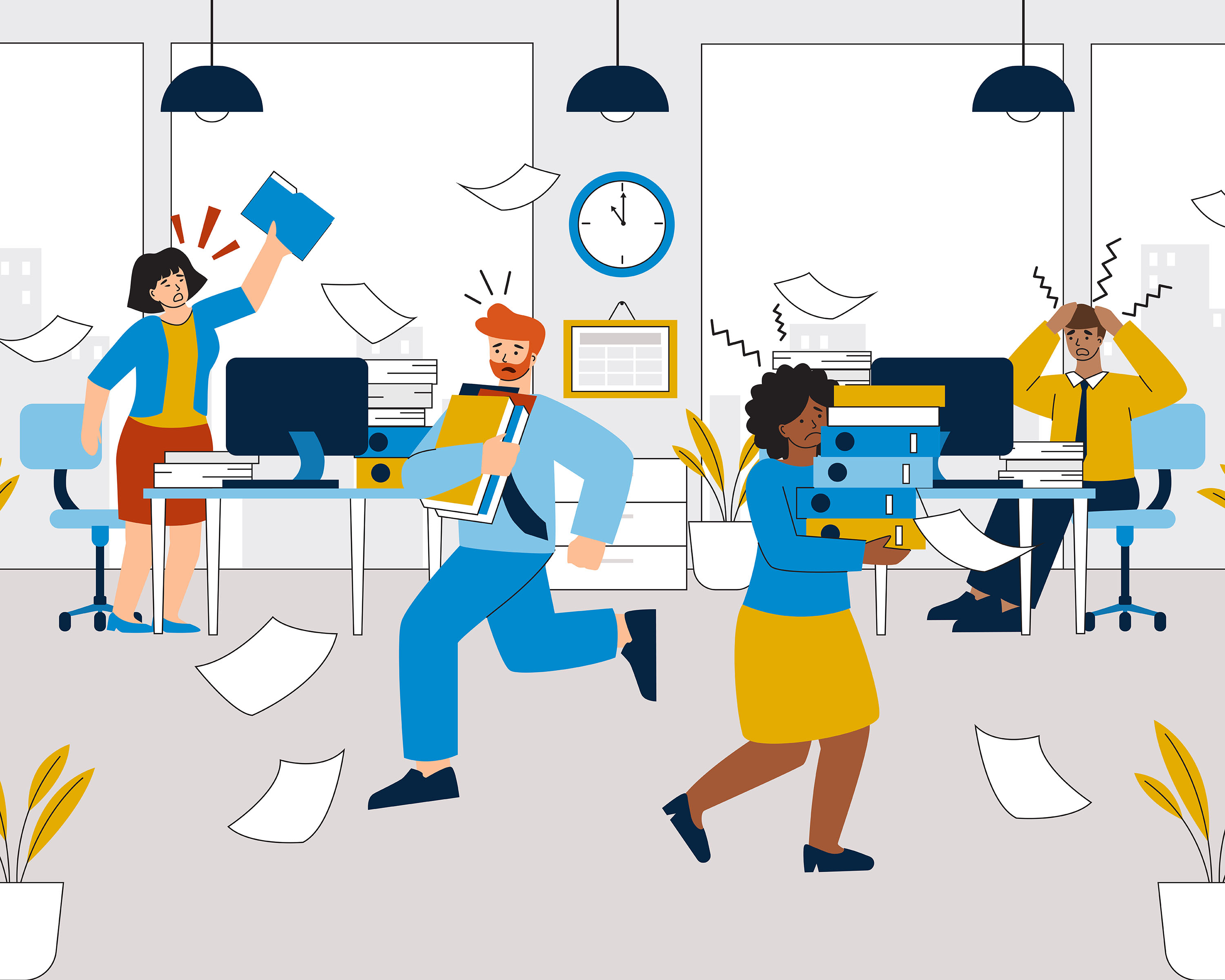
تشير حركة العلاقات الإنسانية إلى الباحثين الذين يدرسون سلوك الأشخاص في المجموعات

تشير حركة العلاقات الإنسانية (بالإنجليزية: Human relations movement)‏ إلى الباحثين المتخصصين في تطوير المنظمات والذين يدرسون سلوك الأشخاص في المجموعات، ولا سيما في مجموعات العمل والمفاهيم الأخرى ذات الصلة في مجالات متنوعة، مثل علم النفس الصناعي والتنظيمي. وقد نشأت هذه الحركة من تجارب هوثورن التي أجريت في ثلاثينيات القرن العشرين، والتي درست تأثير العلاقات الاجتماعية والدوافع ورضا الموظفين عن العمل على إنتاجية المصانع. ونظرت هذه الحركة إلى العمال من ناحية علم النفس المرتبط بهم ومدى توافقه مع عمل الشركات، بدلاً من كونهم قطعاً قابلة للاستبدال، وأدت هذه الحركة إلى إنشاء تخصص إدارة العلاقات الإنسانية.

## عمل مايو، مؤسس حركة العلاقة الإنسانية في الإدارة
أكد إلتون مايو على ما يلي:
1. قوة المجموعات الطبيعية، حيث تأخذ الجوانب الاجتماعية الأسبقية على الهياكل التنظيمية الوظيفية.
2. الحاجة إلى التواصل المتبادل، حيث يكون الاتصال في اتجاهين، من العامل إلى الرئيس التنفيذي، وكذلك العكس.
3. تطوير قيادة عالية الجودة لتوصيل الأهداف ولضمان اتخاذ قرارات فعالة ومتماسكة.[1]

أصبح تحسين المهارات الشخصية الموجهة للعمل مصدراً مهماً للعديد من الشركات، ويشار إلى تدريب الموظفين على هذه المهارات باسم "تدريب المهارات الناعمة". فالشركات تحتاج إلى أن يكون موظفوها قادرين على التواصل ونقل المعلومات وفهم عواطف الآخرين، وأن يكونوا منفتحين نحو مشاعر الآخرين، وأن يكونوا قادرين على حل الصراعات والوصول إلى الحلول. ومن خلال اكتساب هذه المهارات، يمكن للموظفين والمسؤولين في المناصب الإدارية والعملاء الحفاظ على علاقات أكثر توافقًا.

## الحجج ضد تدخل مايو في العلاقات الإنسانية
يرى العديد من الأكاديميين عمل مايو بوصفه ضداً أساسياً لنظرية الإدارة العلمية التي أسسها فريدريك وينسلو تايلور. فقد سعت نظرية تايلور التي إلى تطبيق العلوم في إدارة الموظفين في مكان العمل لتحقيق الكفاءة الاقتصادية من خلال إنتاجية العمل، في حين نُسبت العديد من الأعمال التي قام بها إلتون مايو إلى اكتشاف "الإنسان الاجتماعي"، الأمر الذي سمح برؤية العمال بوصهم أفراداً بدلاً من مجرد روبوتات مصممة للعمل وفقًا لتوقعات إنتاجية غير أخلاقية وغير واقعية.
ومع ذلك، تعرضت هذه النظرية للتحدي، حيث فُحص دور مايو المفترض في حركة العلاقات الإنسانية. وعلى الرغم من ذلك، فإن نظرية تايلور حاولت تبرير الإدارة العلمية بوصفها فلسفة شاملة، بدلاً من كونها مجرد مجموعة من المبادئ. وعملت حركة العلاقات الإنسانية بشكل متوازٍ مع فكرة الإدارة العلمية، وكان هدفها التعامل مع احتياجات الرفاهية الاجتماعية للعمال وبالتالي تحقيق تعاونهم كقوة عاملة.
يقال إن الرؤية الشائعة للعلاقات الإنسانية تتعارض تمامًا مع الرؤى التقليدية لنظرية تايلور، ففي حين تحاول الإدارة العلمية تطبيق العلوم على القوى العاملة، فإن التعريف المقبول للعلاقات الإنسانية يشير إلى أن الإدارة يجب أن تعامل العمال بوصفهم أفراداً ذوي احتياجات متفردة. وعند فعل ذلك، يُفترض أن يكتسب الموظفين هوية واستقرارًا في وظائفهم وإشباع وظيفي، الأمر الذي يجعلهم أكثر استعدادًا للتعاون والمساهمة في تحقيق أهداف المؤسسة. ودعمت حركة العلاقات الإنسانية الأولوية للمؤسسات لأن تعزى إلى التجمعات البشرية الطبيعية والاتصالات والقيادة. ولكنها تُجادل في أن الوصف التقليدي لـ "مدرسة" العلاقات الإنسانية في الإدارة التي نشأت على أنقاض الإدارة العلمية، وتصفه بأنه تحريف بلاغي.
يشكل دور إلتون مايو الفعلي في حركة العلاقات الإنسانية مثار جدل. إذ على الرغم من أن تأسيس هذه الحركة يُنسب إليه، فإن بعض الأكاديميين يعتقدون أن مفهوم العلاقات الإنسانية كان قائمًا قبل تجارب هوثورن التي أظهرت حركة العلاقات الإنسانية.
يقترح بروس ونايلاند (2011) أن العديد من الأكاديميين سبقوا مايو في تحديد مفهوم مشابه لحركة العلاقات الإنسانية، وأن النتائج والمعلومات التي جمعتها تجارب هوثورن حددّها تايلور قبل مايو بكثير. بالإضافة إلى ذلك، يجادل غرين وود ويرن (1998) بأن تايلور قدّم إسهامات مهمة عن الأسباب الملهمة للدافع البشري، على الرغم من أن نتائجها النهائية كانت مختلفة إلى حد ما عن حركة العلاقات الإنسانية.
يرتبط اسم آخر بأفكار العلاقات الإنسانية الموجودة مسبقاً، وهو هنري إس. دينيسون، الذي كان رئيس جمعية تايلور السابق، والذي يرى أن هناك ربطاً بين مبادئ تايلور ومثل هذه المثل الإنسانية يخلق بدوره رابطًا بين نظرية تايلور وفكر العلاقات الإنسانية. لقد أظهر دينيسون اهتمامًا نشطًا بكل من المنطق والطابع الخاص بالعمال، وبالسيطرة والإدارة التي يقوم بها مديرو المنظمات التجارية.
ومن أجل تقييم صحة العلاقات الإنسانية بوصفها معياراً للحقوق في مكان العمل، يجب تحديد مساهمة تايلور مقارنة بالعلاقات الإنسانية. لقد أثبتت نظرية تيلور والإدارة العلمية "ثورة ذهنية كاملة". وكما أوضح تايلور، فقد سعى إلى تشجيع المديرين والعمال على ""يركزون على زيادة الإنتاجية والحجم الكلي للفائض، بدلاً من التركيز على تقسيم الفائض الحالي كما لو كان المسألة الأهم". وناشد مفهوم الإدارة صاحب العمل لأن يعالج المشاكل التنظيمية وأوجه القصور والعلاقات العكسية بين صاحب العمل والموظف. وتهدف الإدارة العلمية إلى استخدام العلوم والبيانات النوعية في اختيار الموظفين وتسهيل استخدام قواعد بيانات الموظفين ومراجعات الأداء. أولاً، تهدف الإدارة العلمية إلى تقليل عدم الكفاءة من خلال دراسة الوقت والحركات في مهام العمل. وكان الهدف من دراسات الوقت هو تحديد السرعة التي ينبغي القيام بها في العمل وما يمكن القيام به، وثانيًا، زعم تايلور تقديم أهداف كمية محددة للموظفين الأفراد من أجل توفير قيود زمنية صعبة وبالتالي زيادة الإنتاجية. والأهم من ذلك، فقد سعى إلى زيادة الإنتاجية من خلال تنظيم السلوك.

## أنظر أيضًا
- قوة محركة للجماعة
- مهارات البشر
- علم النفس الاجتماعي